# L'Art moderne

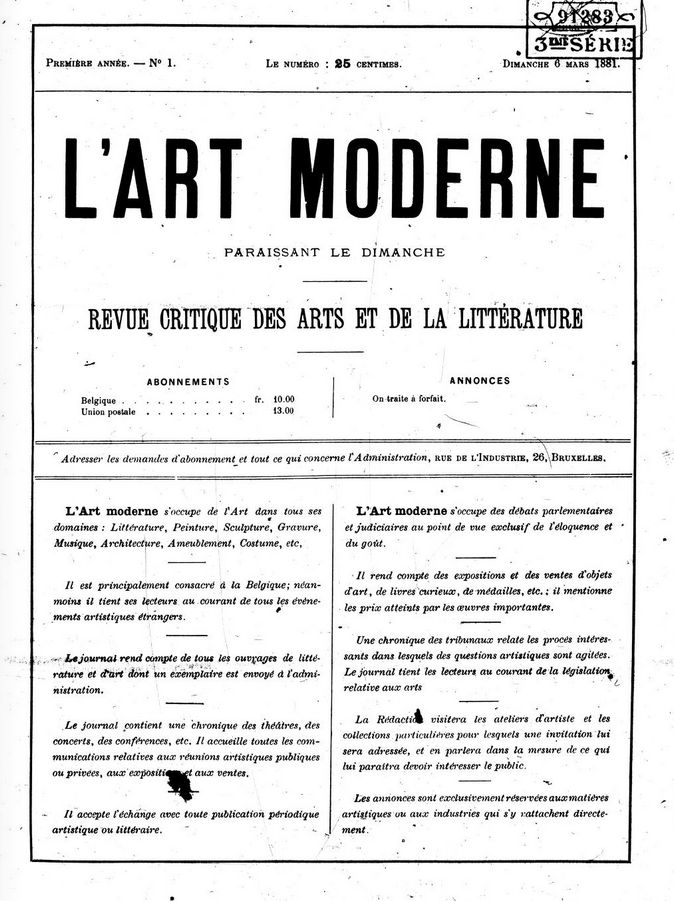
Voorpagina van L'Art Moderne (eerste jaargang, zondag 6 maart 1881)

L'Art Moderne was een Belgisch tijdschrift voor kunst en letterkunde dat van 1881 tot 1914 verscheen.

## Geschiedenis
De titel was voluit L'Art Moderne. Revue critique des Arts et de la Littérature. Het eerste nummer verscheen op 6 maart 1881, het laatste op 9 augustus 1914. In totaal waren er 34 jaargangen, waarvan jaargang 1914 wegens oorlogsomstandigheden onvolledig was.
Het tijdschrift werd gesticht door Victor Arnould, Octave Maus, Eugène Robert en Edmond Picard. Later kwam Emile Verhaeren erbij. Van 1888 tot eind 1900 bestond de redactie uit Maus, Picard en Verhaeren.
De inhoudstafels werden los meegestuurd, telkens als supplement bij het eerste nummer van de volgende jaargang (met uitzondering van 1914).
Het tijdschrift werd eerst gedrukt bij Félix Callewaert en vanaf 15 november 1885 bij de weduwe Monnom, die de zaak van Callewaert had overgenomen.

## Waarde
Het tijdschrift is een goudmijn aan informatie voor de beeldende kunst, het muziekleven en de letterkunde in België in de periode 1881-1914. Het was de spreekbuis van de kunstenaarsgroeperingen Les XX en La Libre Esthétique en ging vaak polemieken aan met andere tijdschriften.
Veel artikelen verschenen anoniem. Tot de reguliere medewerkers behoorden Eugène Demolder, Maurice Des Ombiaux, Jules Destrée, Detouche, Georges Eekhoud, Fénéon, Fontainas, Franz Hellens,  Vincent d'Indy, Kahn, Georges Lemmen, Maurice Maeterlinck, Stéphane Mallarmé, Camille Mauclair, Régnier, Félicien Rops, Ruijters, Uzanne, Henry Van de Velde en Gilbert de Voisins.